# Betz-le-Château
Betz-le-Château è un comune francese di 602 abitanti situato nel dipartimento dell'Indre e Loira nella regione del Centro-Valle della Loira.

## Società

### Evoluzione demografica
Abitanti censiti